# بيلي ليونارد
بيلي ليونارد (بالإنجليزية: Billy Leonard)‏ هو سياسي بريطاني، ولد في 13 يناير 1955 في المملكة المتحدة. انتخب عضو الجمعية التشريعية الثالثة لأيرلندا الشمالية عن دائرة East Londonderry (Assembly constituency) ‏ وقد انضم خلال فترته النيابية ‏ (7 يناير 2010 – 24 مارس 2011)  للكتلة البرلمانية شين فين.